# Paolo Brizio
Paolo Brizio  (né en 1597 à Bra, mort en 1665) est un ecclésiastique qui fut évêque d'Alba de 1642 à 1665.

## Biographie[1]
Il est le fils de Gabriel Brizio, médecin issu d'une famille noble descendant des puissants vicomtes d'Auriate, seigneurs de Sarmatorio, et de Margherita Bettini, originaire de Cherasco . Il est baptisé du nom de Fabrizio. Paolo, qui, comme ses autres frères, avait été initié à une carrière ecclésiastique chez les frères mineurs observateurs , compléta ses études au collège de Gaeta puis au monastère de Santa Maria Nuova à Naples, obtenant le titre de prédicateur et lecteur de théologie en 1624.
De retour dans le Piémont , il devient en juin 1625 lecteur général de théologie au couvent franciscain de San Tommaso à Turin, devenu un important centre d'études philosophiques et théologiques après la création de la nouvelle province minoritaire du Piémont (1622). Après quelques mois, il fut choisi comme père tuteur dans le couvent de Cuneo, qu'il agrandit, d'où en 1629 il fut transféré au couvent de Bra. En 1631, il revient à Turin comme gardien du couvent de San Tommaso et gardien de la province. En 1632, il succède à son frère Giovanni Antonio comme ministre provincial des observateurs et réformés. Il s'occupa des travaux du bâtiment du couvent et réussit à défendre ses propriétés contre les visées des Théatins, également grâce au soutien du duc Vittorio Amedeo I, dont il fut le conseiller.
Il est commissaire visiteur de la province vénitienne de Sant'Antiochia, président de la congrégation de Brescia pour l'élection des provinciaux. Il est engagé en 1635 dans une légation à Madrid auprès de la cour d'Espagne et à Barcelone auprès de Ferdinand de Habsbourg. À Turin, il gagne la faveur de Christine de Bourbon-France, madame royale, qui en fit son confesseur à partir de 1638, et, l'année suivante, le nomma commissaire général de Terre Sainte.
Grâce au soutien de la cour de Savoie, le pape Urbain VIII le nomme évêque d'Albe le 15 décembre 1642. Il est consacré le 28 décembre 1642 par le cardinal Girolamo Verospi, co-consacrant Francesco Maria Spinola, évêque de Savone , et Lorenzo Gavotti, évêque de Vintimille.
Au cours de son épiscopat, il fait preuve d'une ferveur pastorale qui, selon les préceptes du Concile de Trente, se traduit par de nombreuses visites pastorales et quatre synodes diocésains , qui ont lieu en mai 1645, en mai 1649, en juin 1652 et en février 1658, dont il a imprimé les décrets. Il défend avec acharnement les droits et privilèges de l'Église et favorise son ordre, pour lequel il obtint le couvent de Mellea près de Farigliano. Il rénove le palais épiscopal d'Alba et restaure sa cathédrale. En 1658, il rédige le premier règlement du séminaire.
Le 19 août 1644, il reçut l' Ordre des Saints Maurice et Lazare. Son frère Alessandro est gouverneur d'Alba dans les mêmes années que son épiscopat.

## Historien
Il est l'auteur de multiples ouvrages historiques ayant pour sujet le Piémont et surtout son histoire sacrée. En substance, ces ouvrages manquent de vérification ou de critique des sources et incluent souvent des légendes, bien qu'ils constituent un répertoire de nombreuses informations, souvent exposées sans ordre rigoureux.

### Travaux
- Seraphica subalpinae Divi Thomae provinciae monumenta, regis Subalpinorum Principis Sacra, Taurini, 1642;
- De progressibus Ecclesiae Occidentalis in XVI saeculis, Carmagnola, 1648;
- Progressi della Chiesa Occidentale in sedici secoli distinti nello stesso anno, Carmagnola, 1650; 2ª edizione Torino, 1652 (ampliamento e traduzione dell'opera precedente, tuttavia l'opera si arresta all'VIII secolo);
- Albae Pompeiae succincta descriptio, Torino, eredi di Carlo Gianelli, 1661;
- De situ, origine, incrementia ac statu Cunensis urbis, Cuneo, 1661
- Oltre a questo opere scrisse alcuni trattati rimasti in manoscritto: Notizie del Monferrato, s.d.; Sabaudia rediviva, seu vita Caroli Emmanuelis I, Sabaudiae Ducis, 1661.

## Héraldique
Ses armoiries sont : Ecartelé d'argent et de gueules.